# Lindsey Shaw
Lindsey Marie Shaw (Lincoln, Nebraska, 10 de mayo de 1989) es una ex actriz estadounidense, reconocida por sus papeles en series como Manual de Supervivencia Escolar de Ned, Pretty Little Liars y 10 Things I Hate About You.

## Biografía
En 2004, Shaw consiguió reconocimiento al coprotagonizar la serie de Nickelodeon Manual de Supervivencia Escolar de Ned con el papel de Jennifer "Moze" Mosely. La serie fue un éxito, y le otorgó gran popularidad a Shaw, quién continuó con el papel de Moze durante las tres temporadas de la serie hasta su fin en 2007.
Después del final de Ned, Shaw coprotagonizó la serie Aliens in America, emitida por The CW. Aquí Shaw interpretó a Claire Tolchuck. La serie se estrenó el 1 de octubre de 2007, y fue cancelada el 18 de mayo de 2008 a mitad de su primera temporada.
En 2011 comienza a interpretar a Paige McCullers en Pretty Little Liars. Su personaje se mantuvo en la serie hasta la quinta temporada en 2015, debido a un problema de drogas. Después de esto comienza a tener un papel regular en la serie Faking It.
Además de sus papeles reconocidos en series de televisión, ha participado en varias películas como Teen Spirit, 16 Love o Love Me.

## Filmografía

### Películas
| Año  | Título                        | Papel            | Notas                    |
| ---- | ----------------------------- | ---------------- | ------------------------ |
| 2009 | Devolved                      | Peggy            | Protagonista             |
| 2009 | Nic & Tristan Go Mega Deg     | Aubrey           | Protagonista             |
| 2010 | Enslaved: Odyssey to the West | Trip             | Rol de voz               |
| 2011 | The Howling: Reborn           | Eliana Wynter    | Protagonista             |
| 2011 | Teen Spirit                   | Lisa Sommers     | Protagonista             |
| 2011 | 16 Love                       | Ally Mash        | Protagonista             |
| 2012 | Love Me                       | Sylvia Potter    | Protagonista             |
| 2013 | No One Live                   | Amber            | Protagonista             |
| 2013 | Objects in the Rearview       | Alice            | Cortometraje             |
| 2015 | 1/1                           | Lissa            | Protagonista             |
| 2015 | Yellow Day                    | Chica en Iglesia | Cameo                    |
| 2015 | Hollywood Superstar           | Lindsey Shaw     | Película para televisión |
| 2016 | Temps                         | Stephanie        | Protagonista             |
| 2016 | Verano Secreto                | Rachel           | Protagonista             |

### Series de televisión
| Año       | Título                                 | Papel                  | Notas        |
| --------- | -------------------------------------- | ---------------------- | ------------ |
| 2004-2007 | Manual de supervivencia escolar de Ned | Jennifer "Moze" Mosely | 54 episodios |
| 2007-2008 | Aliens in America                      | Claire Tolchuk         | 18 episodios |
| 2008      | Eleventh Hour                          | Vivian Bingham         | 1 episodio   |
| 2009-2010 | 10 Things I Hate About You             | Kat Stratford          | 21 episodios |
| 2011-2017 | Pretty Little Liars                    | Paige McCullers        | 45 episodios |
| 2012      | Body of Proof                          | Sophia Polley          | 1 episodio   |
| 2014      | Suburgatory                            | June                   | 5 episodios  |
| 2015      | Faking It                              | Sasha Harvey           | 4 episodios  |
| 2021      | Lucifer                                | Kate Jacobs            | 1 episodio   |